# Sima (Comore)
Sima è un centro abitato delle Comore, situato sull'isola Anjouan.